# Lysiphlebus desertorum
Lysiphlebus desertorum är en stekelart som beskrevs av Jaroslav Stary 1965. Lysiphlebus desertorum ingår i släktet Lysiphlebus och familjen bracksteklar. Inga underarter finns listade i Catalogue of Life.